# شبه‌جزیره شمالی بروس
شبه‌جزیره شمالی بروس (به انگلیسی: Northern Bruce Peninsula) یک منطقهٔ مسکونی در کانادا است که در شهرستان بروس واقع شده‌است. شبه‌جزیره شمالی بروس ۳٬۹۹۹ نفر جمعیت دارد.